# Radio THIS
『Radio THIS』（ラジオ・ジス）は、1988年4月から1992年9月まで、MBSラジオ（毎日放送）で日曜日に放送されていた深夜放送。

## 概要
1988年4月に、前番組『ミュージックホットメール』を内容はほぼそのままでタイトル変更してスタート。この時に、パーソナリティは白藤丈二はそのままで、その相手役が茂木栗子から鳥居睦子に替わった。当初はタウン情報やレジャー情報、オリコンチャート紹介（後述）などの音楽情報（特にアイドル情報）などを扱いながら進行する内容の番組となっていた。
番組の内容に変化が見られ始めるのは1989年4月からで、メインパーソナリティの白藤が降板。この時に3月まで日曜日の21時00分から21時25分の枠で放送されていた、小川範子の『範ちゃん通信』が15分番組となって本番組の内包番組となり、その後星野由妃、乙女塾、少年隊など次々に内包番組が本番組内にスタートし、コンプレックス番組のような色合いが濃くなっていく。大阪に来たアイドルタレントたちが頻繁にこの番組にゲスト出演し、またアイドル情報を伝える番組専属のレポーターを置いたこともあり、より一層アイドル色を強化して行った。
ザ・ベストテンのタイトルコールとともに、ミュージックリサーチ（後にオリコンに代わる）の最新チャートを発表するコーナーもあった。
1991年4月からは、前年1990年10月から6か月間、金曜日21時00分から21時30分の枠で放送されていた番組『アイドル茶屋町学園』を吸収する形で『Radio THIS 茶屋町学園』とタイトルを変更。1991年夏には、当番組中で『アイドル候補生オーディション』を行い、約2万名の応募の中から神子雅、山坂美智子（乙女塾6期生出身）など6名が選ばれた。
1992年4月から同年9月までは、ribbonがパーソナリティの『Radio THIS 茶屋町学園土曜BAN』を毎週日曜（土曜深夜） 3時00から3時30分に編成し、本番組の派生的な新番組も誕生した。
1992年10月には、完全なアイドルコンプレックス番組となる形で『ヤンタン茶屋町学園』となった。また、本番組出演のアイドルパーソナリティのうち、三浦理恵子、羽田惠理香、高橋由美子は『MBSヤングタウン』の金曜日に移動し、当時メインパーソナリティだった今田耕司、東野幸治らと共演という形でのレギュラー出演となった。
当時MBSラジオは、この番組が日曜日の最終番組であった。3時終了時代は、3時終了でも時報はスルーされそのまま放送終了告知を流していた（稀に時報も流していた）。その為、番組終了の3時を過ぎると、吉田智子アナウンサー（当時MBSアナウンサー）による放送終了アナウンス「遅くまでお聞きいただきました毎日放送の番組もこれで全部終わりました・・・・」→コールサインの「JOOR」→ファンファーレで放送を締めくくった。
なお、プロ野球中継の試合時間による延長によっての後続番組の放送時間開始の遅延があった事から融通を利かせた放送編成であった。その場合は10分・20分と更に終夜放送寸前までと放送終了時間を現場裁量で伸ばしていた。また聴取率調査週間の時には終夜放送も行っていた。
ただし、放送機器設備の大幅な整備の日は番組を休止した。また、3時35分終了時代、放送機器設備の緊急整備の日は10分・20分と更に終夜放送寸前までと放送終了時間を延長できず3時で放送を打ち切った事もある。

## 放送時間
- 毎週月曜日（日曜深夜） 1:35 - 3:00 （1988年4月 - 1991年3月）
- 毎週月曜日（日曜深夜） 1:35 - 3:35 （1991年4月 - 1992年9月）

## 内包番組パーソナリティ一覧
（※印は、本番組終了時までの出演）
- 小川範子『範ちゃん通信』 （1989年4月 - ※）
- 星野由妃 （1989年8月頃 - 1990年7月頃）
- 乙女塾（CoCo、ribbon、花島優子など）『パラダイスGoGo!!』 （1989年10月～※）[3]

フジテレビで放送されていた『パラダイスGoGo!!』とは、同名タイトルで別番組。なお、同番組は関西テレビではネットされていなかった。
- 少年隊『週刊少年隊マガジン』 （1989年10月 - ※）
- 酒井法子 （1990年7月頃 - ※）
- 田中陽子&西野妙子 （1990年7月頃 - 1991年3月、2人共演の番組）
- 高橋由美子 （1991年4月 - ※）
- 武田真治 （1991年4月 - ※）
- 堀川早苗 （1991年4月 - ※）

## 本番組終了後
1992年10月にスタートした『ヤンタン茶屋町学園』だったが、1993年3月でこの月曜日（日曜深夜）1時35分から3時35分枠での放送を終了、ほぼ内容丸ごと『MBSヤングタウン』（水曜日）に移行し、メインパーソナリティーは鳥居から田中美和に交代した。なお『ヤンタン茶屋町学園』も、引き続き鳥居がメインパーソナリティーを務め、1993年12月まで毎月1回、企画を変えて存続していた。
「ヤンタン茶屋町学園」レギュラー（1992年10月 - 1993年3月）
- CoCo、中嶋美智代、酒井法子、小川範子、少年隊、武田真治、堀川早苗 （以上「Radio THIS」から引き続き出演）
- 中江有里、渋谷琴乃、古柴香織、井上晴美、早坂好恵 （以上新加入）
- 西野妙子 （1991年3月以来の当放送枠再加入）

「MBSヤングタウン」水曜日移動以後のレギュラー（1993年4月 - 1993年10月）
- 三浦理恵子、井上晴美、中嶋美智代、宮前真樹、早坂好恵、西野妙子、遠野舞子、古柴香織、大野幹代、堀川早苗、武田真治
（「ヤンタン茶屋町学園」とほぼ同じコーナー形式で放送され、よゐことは1コーナーで共演していた。）